# Batería napoleónica de Gabarda
La Batería Napoleónica es una construcción defensiva militar que se sitúa entre los términos municipales de Gabarda (Valencia)  y Alberique (Valencia) en España. Fue construida en el siglo XIX.

## Descripción
Se trata de una estructura de mampostería y ladrillo sobre roca del terreno, de planta cuadrada, con torretas o tambores circulares maclados en las esquinas, y con contrafuertes. 
Se observan restos de almenas aspilladas de ladrillo y mampostería.
Esta construcción ha sido restaurada afectando a toda la estructura, basada en mampostería y cemento gris, que posiblemente haya ocultado su disposición interior.